# Katyń (rzeka)
Katyń (biał. Катынь; ros. Катынь) – niewielka rzeka w południowo-wschodniej Białorusi, w obwodzie homelskim, w rejonie rzeczyckim. Długość 10,7 km. Zlewnia 33 km². Prawy dopływ rzeki Wiedrycz, należy do dorzecza Dniepru i zlewiska Morza Czarnego.
Być może nazwa rzeki pochodzi od czasownika katat´, katit´ (ros. катать, катить), czyli „przetaczać, przeciągać”, i ma związek z transportem nią statków.